# نئوروتنسین
نئوروتنسین (به انگلیسی: Neurotensin) با فرمول شیمیایی C78H121N21O20 یک ترکیب شیمیایی با شناسه پاب‌کم 16129680 است. که جرم مولی آن ۱۶۷۲٫۹۲ گرم بر مول می‌باشد.